# Peter La Farge
Peter La Farge (geb. am 30. April 1931 als Oliver Albee La Farge; gest. am 27. Oktober 1965 in New York City) war ein US-amerikanischer Folk-Sänger, Gitarrist und Songwriter.

## Biografie
Er wurde 1931 als Sohn des Anthropologen Oliver La Farge (1901–1963) geboren, der als Autor des Romans Laughing Boy bekannt wurde. Peter La Farge wurde vor allem mit seinen Songs über die Ungerechtigkeiten und Tragödien populär, unter denen nordamerikanische Indianer während der Kolonialisierung Amerikas durch die Europäer zu leiden hatten. Die entsprechenden Erzählungen hörte er von seinem Vater, mit dem es jedoch später zu Auseinandersetzungen kam, worauf er seinen Vornamen zu Peter änderte.
Im Koreakrieg war La Farge Soldat bei der US Navy und nahm in dieser Zeit auch an Boxkämpfen teil. Nach dem Krieg trat er an Rodeo-Veranstaltungen auf, wobei er sich oft verletzte und nach einem Unfall mit einem Bullen fast ein Bein verlor. Nachdem er sich erholt hatte, verbrachte er zwei Jahre in Chicago, nahm dort Schauspielunterricht und heiratete die Schauspielerin Suzanne Becker. Er zog nach New York City, wo er in Greenwich Village als Folk-Sänger bekannt wurde und einen Vertrag mit Moses Asch, dem Begründer von Folkways Records abschließen konnte.
Obwohl weniger populär, ist er unter bekannte Folk- bzw. Country-Sänger  wie Bob Dylan, Johnny Cash, Pete Seeger und Dave Van Ronk einzureihen, wobei die ersten beiden einige seiner Stücke gesungen und aufgenommen haben. Fünf der Songs von Bitter Tears: Ballads of the American Indian von Johnny Cash beispielsweise wurden von La Farge geschrieben, darunter The Ballad of Ira Hayes über das Schicksal des Marinesoldaten Ira Hayes vom Stamm der Pima. Seine Lieder sind im Repertoire vieler weiterer Interpreten zu finden.
Im Zug des Erfolgs von Johnny Cash erhielt La Farge einen Vertrag mit MGM Records und plante dort ein neues Album. Im Oktober 1965 wurde er in der New Yorker Wohnung seiner Freundin Inger Nielsen tot aufgefunden; möglicherweise starb er an einer Überdosis Thorazine. Er wurde in Fountain (Colorado) beigesetzt, wo er mit seiner alleinerziehenden Mutter aufgewachsen war. Die Songs von Peter La Farge werden weiterhin von Smithsonian Folkways Recordings in Washington, D.C. veröffentlicht. 

## Veröffentlichungen
- 1962 Ira Hayes and Other Ballads
- 1962 Iron Mountain and Other Songs
- 1963 As Long as the Grass Shall Grow: Peter La Farge Sings of the Indians. Folkways Records
- 1963 Peter La Farge Sings of the Cowboys: Cowboy, Ranch and Rodeo Songs, and Cattle Calls
- 1964 Peter La Farge Sings Women Blues: Peter La Farge Sings Love Songs
- 1965 Peter La Farge on the Warpath
- 1992 Songs of the Cowboys – Iron Mountain and Other songs. Vollersode : Bear Family Records
- 2010 Rare Breed: The Songs of Peter La Farge